# Haruki Murakami

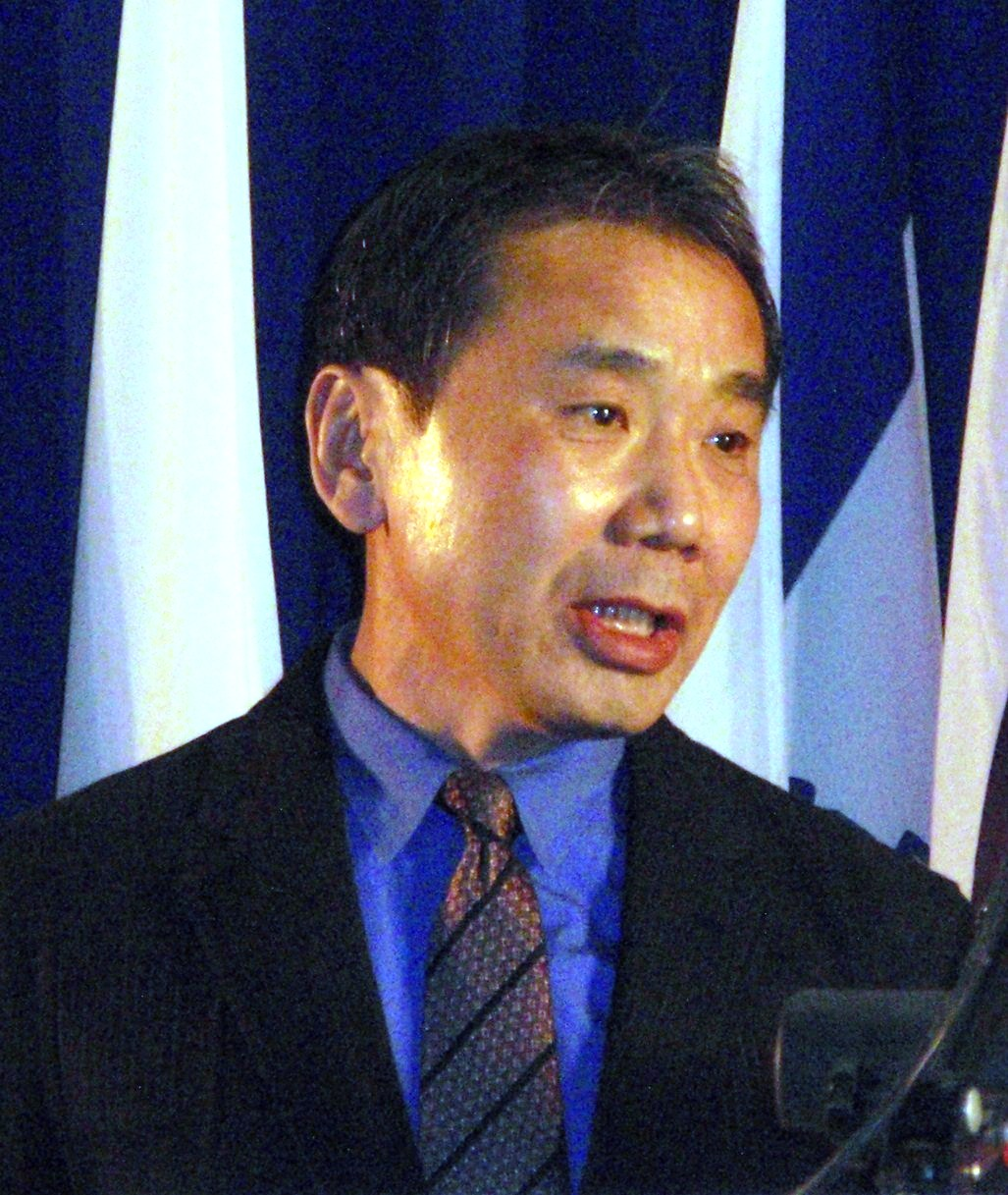
Haruki Murakami (2009)

Haruki Murakami (japanisch 村上 春樹 Murakami Haruki; * 12. Januar 1949 in Kyōto) ist ein japanischer Autor von Romanen, Erzählungen und Sachbüchern. Sein Stil zeichnet sich durch surrealistische Elemente und Anspielungen auf die Popkultur aus. Obgleich seine Erzählungen in Japan spielen, sind sie durch Vorbilder westlicher Literatur geprägt. Von Rezensenten wurde Murakami wiederholt zu den populärsten und einflussreichsten japanischen Autoren seiner Generation gezählt. Seine Bücher erhielten zahlreiche Literaturpreise, wurden in rund 50 Sprachen übersetzt und zum Teil zu Filmen oder Bühnenstücken adaptiert. Der Autor führte darüber hinaus eine Jazzbar in Tokio, betätigte sich als Übersetzer amerikanischer Literatur und hatte vier Jahre lang Gastprofessuren an US-amerikanischen Universitäten inne.

## Leben
Haruki Murakami wurde 1949 in Kyōto als einziges Kind seiner Eltern geboren. Sein Vater war der Sohn eines buddhistischen Priesters, die Mutter die Tochter eines Händlers in Osaka. Seine Kindheit verbrachte Murakami in einem Vorort der Stadt Kōbe, in der beide Eltern japanische Literatur unterrichteten. Entgegen dem elterlichen Beruf interessierte sich der junge Haruki weniger für japanische als für westliche Literatur und Musik. Wegen des Status Kōbes als Hafenstadt konnte er leicht an gebrauchte Bücher dort stationierter amerikanischer Marinesoldaten gelangen.
Murakami studierte ab 1968 an der Waseda-Universität Theaterwissenschaft. Dort lernte er seine Frau Yoko kennen. Sie heirateten nach Abschluss seines Studiums im Jahr 1971, und das Ehepaar ist bis heute zusammen. Es entschied sich bewusst dafür, keine Kinder bekommen zu wollen. Zu den Gründen befragt, teilte er mit: „Ich wollte kein Vater werden, weil ich wusste, dass mich meine Kinder hassen würden.“ Bereits während seines Studiums arbeitete er in einem Plattenladen, bevor er 1974 in Tokio seine eigene Jazzbar – Peter Cat – eröffnete, die er bis 1982 gemeinsam mit seiner Frau leitete. Auch diese Erfahrungen finden sich in Murakamis Werk wieder: Mehrere seiner Bücher sind nach Liedtiteln benannt, unter anderem Noruwei no mori (japanisch für Norwegian Wood, nach dem gleichnamigen Lied der Beatles; in deutscher Übersetzung: Naokos Lächeln) und Dansu dansu dansu (japanisch für Dance, dance, dance, nach einem Titel der Beach Boys; in deutscher Übersetzung: Tanz mit dem Schafsmann).
Mit dem Schreiben begann Murakami laut eigener Aussage 1978 – inspiriert durch einen eindrucksvollen Schlag in einem Baseball-Spiel. 1979 und 1980 erschienen seine beiden ersten Romane, Kaze no uta o kike (deutsch: Wenn der Wind singt) und 1973-nen no pinbōru (deutsch: Pinball 1973), von denen er sich später ausdrücklich distanzierte, und die erst 2015 in einer deutschen Übersetzung erschienen. 1984 verlegte er mehrmals seinen Wohnsitz (Fujisawa, Tokio, Ōiso), dann führten ihn Reisen nach Italien und Griechenland. 1991 wurde er an der Princeton University (New Jersey) zunächst Gastdozent, dann Gast-Professor. Im Juli 1993 folgte er einem Ruf an die Tufts University in Medford, Massachusetts, um zwei Jahre später in seine Heimat zurückzukehren. Seit 2001 lebt er in Ōiso.
Das Nachrichtenmagazin Time führte ihn 2015 in seiner Liste Time 100 als eine der 100 einflussreichsten Persönlichkeiten der Welt an.

## Auszeichnungen und Preise

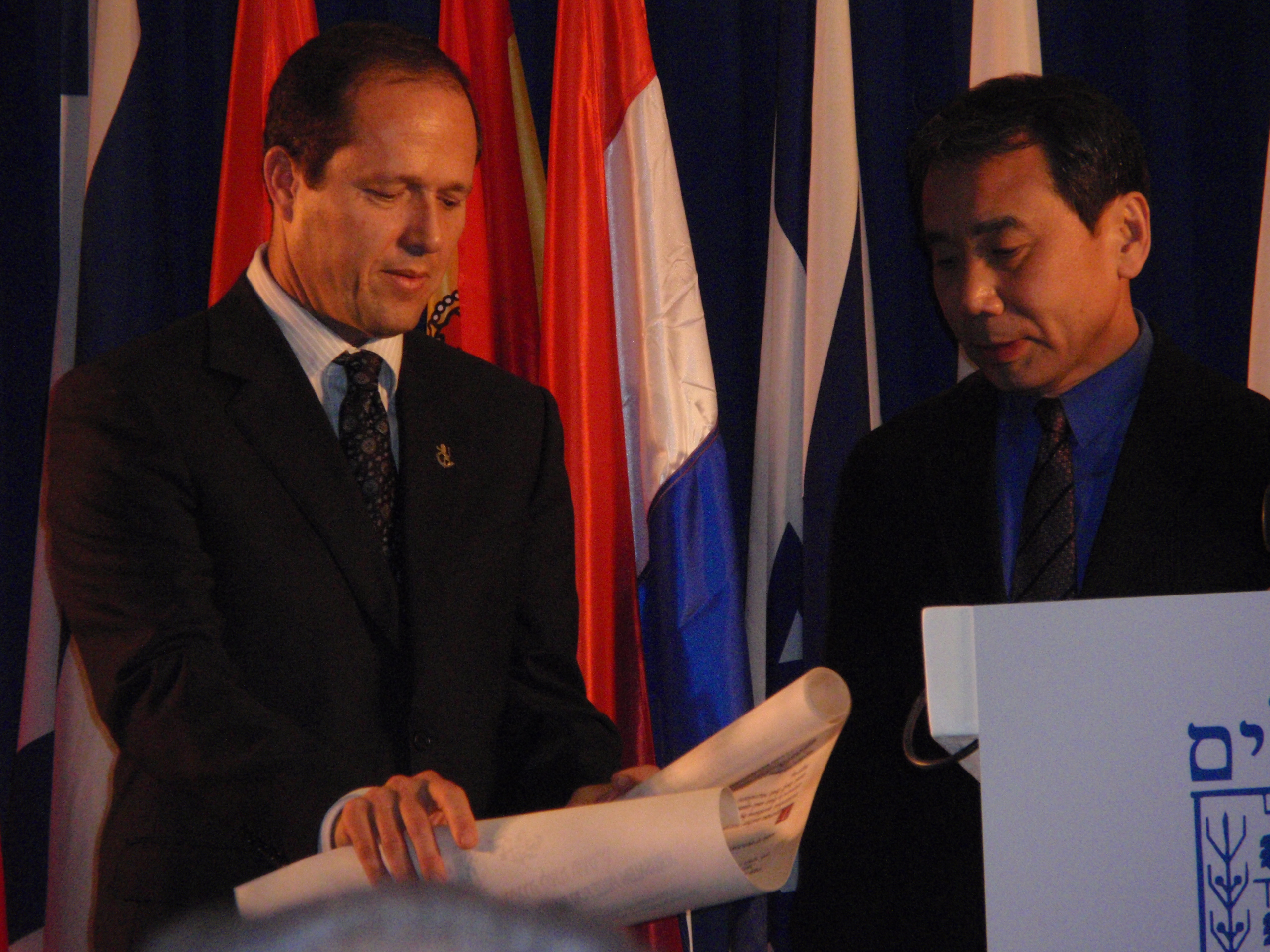
Haruki Murakami bei der Verleihung des Jerusalem-Preises 2009

Für sein Schaffen wurde Murakami mit mehreren Preisen ausgezeichnet, darunter folgende:
- 1979: Gunzō-Nachwuchspreis der Literaturzeitschrift Gunzō für Kaze no uta o kike[17]
- 1982: Noma Bungei Shinjin-shō für Wilde Schafsjagd[18]
- 1985: Tanizaki-Jun’ichirō-Preis für Hard-Boiled Wonderland und das Ende der Welt
- 1996: Yomiuri-Literaturpreis für Mister Aufziehvogel
- 2006: Asahi-Preis
- 2006: Franz-Kafka-Literaturpreis der Franz-Kafka-Gesellschaft in Prag[19]
- 2006: World Fantasy Award als bester Roman für Kafka on the Shore.
- 2007: Kiriyama-Preis für den Kurzgeschichtenband Blinde Weide, schlafende Frau. Murakami nahm den Preis nicht an.
- 2009: Jerusalem-Preis für die Betonung der individuellen Freiheit in seinem Werk
- 2011: Premi Internacional Catalunya für sein Werk.
- 2014: Welt-Literaturpreis
- 2014: Ehrenmitglied der American Academy of Arts and Letters[20]
- 2016: Hans-Christian-Andersen-Literaturpreis
- 2022: Prix mondial Cino del Duca[21]
- 2023: Prinzessin-von-Asturien-Preis[22]
- 2025: Sheikh Zayed Book Award[23][24]

## Werke

### Romane
Ein übergreifendes Thema in Murakamis Werk ist der Verlust geliebter Menschen und die oft vergebliche Suche nach ihnen. Die Romane sind häufig im Stil des magischen Realismus gehalten, wo physische und psychische Realität nahtlos ineinander übergehen. Mystisch oder märchenhaft anmutende Passagen bilden dabei einen selbstverständlichen Teil der erzählten Wirklichkeit.
Den zentralen Figuren in seinen Werken verleiht Murakami oftmals autobiografische Züge. Sie teilen die Vorliebe ihres Schöpfers für einfaches, schmackhaftes Essen, hören Jazz oder Rock und verbringen ihre Zeit in guten Bars. Oft zeichnen sie sich durch eine vielschichtige Tiefe aus, die Murakami wortreich und bildhaft zu beschreiben oder in wenigen Sätzen zu umreißen vermag.
Murakami ist sehr belesen in europäischer und nordamerikanischer Literatur und bekennt sich zu seinen großen Vorbildern Franz Kafka und Fjodor Michailowitsch Dostojewski. Seit vielen Jahren bemüht er sich darum, den japanischen Lesern die amerikanische Literatur näher zu bringen, und übersetzte Autoren wie F. Scott Fitzgerald, John Irving, Paul Theroux, Raymond Carver, Raymond Chandler und Truman Capote in die japanische Sprache. Dies brachte ihm von Seiten traditioneller japanischer Kritiker den Vorwurf „westlicher Einflüsse“ in seinen Werken ein.

#### Wenn der Wind singt / Pinball 1973
Die ersten beiden Romane Murakamis, Wenn der Wind singt (jap. 風の歌を聴け kaze no uta o kike, 1979, dt. 2015) und Pinball 1973 (jap. 1973-nen no pinbōru, 1980, dt. 2015), haben als Grundthema die Selbstfindung der Protagonisten im Kontext der aufkeimenden Popkultur in Japan. Zusammen mit Murakamis drittem Roman Wilde Schafsjagd bilden sie die Trilogie der Ratte, wobei Ratte ein Freund des Erzählers ist. Murakami hat sich von diesen beiden Romanen bald distanziert und jahrzehntelang Übersetzungen verhindert, so dass sie erst 2015 auf Deutsch erschienen.

#### Wilde Schafsjagd
Der Roman Wilde Schafsjagd (jap. 羊をめぐる冒険 hitsuji o meguru bōken, 1982, dt. 1991) mischt Elemente der Detektivgeschichte, die in einem sehr modernen Japan spielt, mit denen der Murakami eigenen Mystik. Im Mittelpunkt steht der namenlose Ich-Erzähler, um die 30, Whiskytrinker und Fan von Rockmusik, der aufgrund eines Fotos in die Welt zwischen Leben und Tod gezogen wird.

#### Hard-Boiled Wonderland und das Ende der Welt
Bei dem Roman Hard-boiled Wonderland und das Ende der Welt (jap. 世界の終わりとハードボイルド・ワンダーランド sekai no owari to hādoboirudo wandārando, 1985, dt. 1995) handelt es sich um einen phantastischen dystopischen Science-Fiction Roman.
In der fernen Gegenwart tobt ein Datenkrieg, in dem der 35-jährige Ich-Erzähler als Waffe dient. Durch die Gehirnmanipulation eines genialen Wissenschaftlers wurde seine Persönlichkeit dafür in mehrere Teile gespalten. Er lebt dadurch in zwei parallelen Welten – dem realen Tokio in der nahen Zukunft als "Hard-boiled Wonderland" und an einem reduzierten, märchenhaften Ort, dem "Ende der Welt". Beide Erzählstränge sind auf vielfältige Weise miteinander verwoben. Die innere Phantasiewelt übernimmt am Ende des Romans unausweichlich die alleinige Kontrolle über ihn, wodurch er sterben wird.
2006 erschien Hard-boiled Wonderland und das Ende der Welt in einer Neuauflage als gebundene Ausgabe beim Dumont Verlag, die sich von der Ausgabe im Insel Verlag durch die Verwendung der neuen Rechtschreibung und die Nicht-Nennung des Übersetzers der „Hard-Boiled Wonderland“-Kapitel, Jürgen Stalph, unterscheidet, der die neue Rechtschreibung nicht mittragen wollte.

#### Tanz mit dem Schafsmann
Tanz mit dem Schafsmann (jap. ダンス･ダンス･ダンス dansu dansu dansu, Roman, 1988, dt. 2002) vermischt mystische Elemente mit Realem. Der 34-jährige Ich-Erzähler wurde gerade von seiner Frau wortlos verlassen und macht sich nun auf nach Sapporo, um seine frühere Geliebte ausfindig zu machen. Sein Alter Ego, der Schafsmann, berät ihn weise. Es handelt sich hier um die Fortsetzung von „Wilde Schafsjagd“.

#### Naokos Lächeln
In dem Roman Naokos Lächeln (jap. ノルウェイの森 noruwei no mori, 1987, dt. 2001) (englisch Norwegian Wood) geht es um den Studenten der Theaterwissenschaften Toru, der sich zwischen der geheimnisvollen Naoko und der lebenslustigen Midori nicht recht entscheiden kann. Auch hier spielt das Thema des Verlustes eine große Rolle, betrifft dies doch nicht nur die geliebte Naoko, sondern auch den Jugendfreund Kizuki, der Selbstmord begeht.

#### Gefährliche Geliebte / Südlich der Grenze, westlich der Sonne
In dem Roman Gefährliche Geliebte (jap. 国境の南、太陽の西 kokkyō no minami, taiyō no nishi, 1992, dt. 2000) (englisch South of the border, West of the Sun) geht es um die Liebe und Leidenschaft, die den verheirateten Jazzbarbesitzer Hajime an seine nach Jahren wiedergefundene Jugendliebe Shimamoto bindet. Der Roman wurde 2005 zum „Buch für die Stadt“ in Köln ausgewählt.
Bei der Besprechung des Buches Ende Juni 2000 in der Sendung Das Literarische Quartett kam es zum Eklat, als Sigrid Löffler das Buch als „literarisches Fast Food“ und als „vollkommen sprachloses, kunstloses Gestammel“ bezeichnete. Besonders negativ hob sie die „zotig[en]“ erotischen Darstellungen hervor, aber auch die Japanische Anrede qualifizierte sie als „Ritualisierung der Sprache“ ab. Die Romanfigur Shimamoto sei ein „Phantasma“ und eine „Männerphantasie“. Marcel Reich-Ranicki und Hellmuth Karasek hingegen verteidigten das Buch: Reich-Ranicki warf Löffler vor, sie könne „die Liebe im Roman nicht ertragen“ und sei „prüde“; Karasek lobte die Kunstfertigkeit des Autors und erwähnte, dass Murakami von einigen bereits als kommender Nobelpreisträger gehandelt würde. In der Folge verließ Löffler die Sendereihe.
Im Zuge des Streits stellte sich heraus, dass die deutsche Fassung des Romans nicht auf dem japanischen Originaltext basierte, sondern eine Zweitübersetzung aus dem Amerikanischen Englisch war. Auf diese Tatsache angesprochen, äußerte sich Murakami verwundert:
„Ich habe mich gefragt, warum man in Deutschland keinen Übersetzer finden konnte, der direkt vom Japanischen ins Deutsche übersetzt hätte. Deutschland ist doch ein großes Land, und es gibt dort so viele Intellektuelle. Meiner Meinung nach sollte es leicht sein, jemanden zu finden, der Japanisch und Deutsch lesen und schreiben kann, finden Sie nicht? (…) Wenn man mich gefragt hätte, hätte ich darauf bestanden, dass man einen Japanisch-Übersetzer findet“.
2013 hat die Murakami-Expertin Ursula Gräfe das Buch aus dem Japanischen neu übersetzt; die Neuübersetzung erschien bei Dumont unter dem neuen Titel Südlich der Grenze, westlich der Sonne, der näher am Originaltitel ist als der Titel der ersten Übersetzung. Laut Simone Hamm vom Deutschlandfunk wirkt Gräfes neue Übersetzung „weicher, runder, weniger flapsig“.

#### Mister Aufziehvogel / Die Chroniken des Aufziehvogels
In Mister Aufziehvogel (jap. ねじまき鳥クロニクル nejimakidori kuronikuru, Roman, 1994–1995, dt. 1998) geht es um einen 30-jährigen Arbeitslosen, der sich an einem Scheidepunkt seines Lebens sieht, nachdem er von seiner Frau verlassen wurde. Eine große Rolle spielen dabei die Suche nach seinem Kater und die Bekanntschaft mit einem jungen Mädchen aus der Nachbarschaft. In die Handlung eingeflochten sind mitunter erschreckende Erinnerungen der Protagonisten an die Zeit der japanischen Besatzung der Mandschurei und an den japanisch-sowjetischen Grenzkonflikt. Bei dem Roman handelt es sich um die Wiederaufnahme eines Stoffes, den Murakami erstmals 1986 in der Kurzgeschichte Der Aufziehvogel und die Dienstagsfrauen. verarbeitet hatte. (Erschienen in: Der Elefant verschwindet.)
Bei der 1998 erschienenen deutschen Fassung des Romans handelt es sich wie bei Gefährliche Geliebte um eine Zweitübersetzung aus dem Amerikanischen, die nicht auf dem japanischen Original beruht. 2020 erschien eine Neuübersetzung aus dem Japanischen von Ursula Gräfe unter dem Titel Die Chroniken des Aufziehvogels.

#### Sputnik Sweetheart
Sputnik Sweetheart (jap. スプートニクの恋人 supūtoniku no koibito, Roman, 1999, dt. 2002) vermischt wieder Fantastisches mit der realen Welt. Die 22-jährige Sumire ist für ihren Freund K., der sie liebt, unerreichbar, da sie ihrerseits eine Frau liebt. Als Sumire in Griechenland verschwindet, macht sich K. auf die Suche nach ihr.

#### Kafka am Strand
Kafka am Strand (jap. 海辺のカフカ umibe no kafuka, 2002, dt. 2004) knüpft formal an Hard-boiled Wonderland und das Ende der Welt an. Wieder gibt es zwei Handlungsstränge, von denen sich der eine mit der Flucht des Jungen Kafka Tamura befasst. Dieser verlässt seine Heimat, nachdem ihm von seinem Vater ein ödipaler Fluch prophezeit worden ist. Der andere Handlungsstrang behandelt das Schicksal von Nakata, einem geistig Behinderten, der nach einem Zwischenfall im Zweiten Weltkrieg mit Katzen sprechen kann. Nachdem Nakata jedoch von einem mysteriösen Mann namens Johnnie Walker gezwungen wird, den Vater Kafka Tamuras umzubringen, vermischen sich die fantastischen Handlungsstränge, in deren Zentrum eine alte Bibliothek steht.

#### Afterdark
Afterdark (jap. アフターダーク afutā dāku, 2005) befasst sich mit den Ereignissen einer Nacht. Der Erzähler beschreibt im Wechsel das Leben zweier Schwestern, die unterschiedlicher nicht sein können: Während die eine schlaflos umherirrt, befindet die andere sich in einem komaähnlichen Zustand. Nicht nur die Bewusstseinszustände der Schwestern stellen einen Gegensatz dar, sondern auch die Erzählweise. Während der Handlungsstrang um die schlaflose Schwester durch eine temporeiche Schilderung ihrer Erlebnisse konstruiert wird, beobachtet der Erzähler (und damit auch der Leser) die schlafende Schwester stets wie durch eine Kamera.

#### 1Q84
1Q84 (jap. いちきゅうはちよん ichi-kyū-hachi-yon, phonetisch identisch mit 1984) erschien im Mai 2009 beim Verlag Shinchōsha. Das Buch erscheint in drei Teilen und behandelt das Thema, wie das Jahr 1984 hätte sein können, im Gegensatz zu George Orwells Vorstellung, wie das Jahr 1984 hätte werden können. Die deutsche Übersetzung der ersten beiden Teile erschien im Oktober 2010 in einem Band und die Übersetzung des dritten Teils in einem weiteren Band im Oktober 2011.

#### Die Pilgerjahre des farblosen Herrn Tazaki
Die Pilgerjahre des farblosen Herrn Tazaki (jap. 色彩を持たない多崎つくると、彼の巡礼の年 Shikisai o motanai Tazaki Tsukuru to, kare no junrei no toshi) erschien am 12. April 2013 in Japan. In Deutschland wurde der Roman am 10. Januar 2014 veröffentlicht. Aus Liebe zu einer Frau entscheidet sich der 36-jährige Eisenbahningenieur Tsukuru Tazaki, sich seinem schlimmsten Jugend-Trauma zu stellen. Ohne Begründung kündigten ihm damals gleichzeitig seine engsten vier Freunde ihre Freundschaft. Der Grund dafür ist bis heute ungeklärt. Um sich für die Liebe wieder neu öffnen zu können, entschließt er sich, sich seiner Vergangenheit zu stellen und seine früheren Freunde zur Rede zu stellen.

#### Die Ermordung des Commendatore
Die Ermordung des Commendatore (jap. 騎士団長殺し Kishidanchō goroshi, erschienen bei Shinchōsha, 2017) besteht aus zwei Teilen und wird auf Deutsch vom DuMont-Buchverlag herausgegeben: Eine Idee erscheint wurde am 22. Januar 2018 veröffentlicht, Eine Metapher wandelt sich erschien am 16. April 2018. Ein erfolgreicher Porträtmaler wird von seiner Frau verlassen und zieht sich nach einer langen ziellosen Irrfahrt in ein einsames Haus in den Bergen zurück, welches dem berühmten japanischen Künstler Tomohiko Amada gehört, der inzwischen jedoch im Altersheim lebt. Er findet dort auf dem Dachboden eines dessen Bilder. Das Bild wurde im Nihonga Stil gemalt und stellt eine Szene aus der Oper Don Giovanni dar. Die Entdeckung des Bildes führt zu einer Kette von merkwürdigen Ereignissen, in die der Maler sowie sein geheimnisvoller und exzentrischer Nachbar, dessen Porträt er zu erstellen versucht, verstrickt werden.

#### Die Stadt und ihre ungewisse Mauer
Die Stadt und ihre ungewisse Mauer (jap. 街とその不確かな壁 Machi to sono futashika na kabe) erschien am 13. April 2023 bei Shinchōsha im japanischen Original. Die deutsche Fassung erschien am 12. Januar 2024, anlässlich des 75. Geburtstags von Haruki Murakami, bei DuMont. Die Übersetzerin war wiederum Ursula Gräfe.
Der Titel des Romans geht auf eine frühere Kurzgeschichte gleichen Namens zurück, die in der Septemberausgabe 1980 der Literaturzeitschrift Bungakukai (jap. 文学界 bungaku kai, deutsch ‚literarische Welt‘) veröffentlicht worden war. Diese Kurzgeschichte wurde umgeschrieben und zum ersten Kapitel des Romans.

### Zeitzeugenberichte
Murakami hat sich mit zwei Katastrophen auseinandergesetzt, die Japan 1995 in relativ kurzer Folge trafen. Dies war zum einen das Erdbeben von Kōbe am 17. Januar, zum anderen der Sarinanschlag auf die Tokioter U-Bahn am 20. März, verübt durch die als „Aum-Sekte“ bekannte Ōmu Shinrikyō.
Zur Aufarbeitung des Sarinanschlags führte Murakami Dutzende von Interviews mit Opfern oder Angehörigen und veröffentlichte diese in Japan 1997 im Buch Underground (jap. アンダーグラウンド Andāguraundo). Dabei wurden die Interviews nach den fünf U-Bahn-Linien geordnet, in denen das Giftgas freigesetzt wurde. Murakami hielt sich bei den Befragungen bewusst zurück und wollte die Opfer zu Wort kommen lassen und ihnen die Möglichkeit geben, ihre Sicht der Dinge wiederzugeben. In Deutschland erschien das Buch unter dem Titel Untergrundkrieg im Jahre 2002. In der deutschen Ausgabe ebenfalls enthalten sind acht Interviews, die Murakami mit ehemaligen Mitgliedern der Sekte Ōmu Shinrikyō führte und die in Japan zunächst 1998 in dem Magazin Bungei Shunjū (jap. 文藝春秋) unter dem Titel 約束された場所で (Yakusoku sareta basho de) als Buch veröffentlicht wurden.
Grund für die Veröffentlichung des Buchs Untergrundkrieg in Deutschland waren die Ereignisse des 11. September 2001, die Murakami veranlassten, einen Brief an die Süddeutsche Zeitung, an seine deutschen Leser gerichtet, zu schreiben. Dort hieß es: „Ich habe ein Buch über den Giftgas-Anschlag auf die U-Bahn von Tokyo verfasst. Dabei habe ich einen nachdrücklichen Eindruck davon erhalten, welch große Gefahr der Terrorismus für die moderne Gesellschaft darstellt.“
Der Erzählband Nach dem Beben (jap. 神の子どもたちはみな踊る Kami no kodomotachi wa mina odoru; 2001, dt. 2003) setzt sich in sechs Kurzgeschichten sowohl mit dem Giftgasanschlag als auch mit dem Erdbeben auseinander.

### Autobiographie
Die japanische Originalausgabe von Murakamis Lebenserinnerungen erschien 2007 unter dem Titel Hashiru koto ni tsuite kataru toki ni boku no kataru koto, (jap. 走ることについて語るときに僕の語ること) bei Bungei Shunjū, Tokio, die deutsche Übersetzung trägt den Titel: Wovon ich rede, wenn ich vom Laufen rede.
Murakami berichtet in diesem Buch über seinen Werdegang vom Barbesitzer in Tokio zum erfolgreichen Autor. Er beschreibt, wie er zu dem Entschluss kam, ein Buch verfassen zu wollen, und warum er seither ein unerbittlicher Marathon- und Langstreckenläufer geworden ist, der aus seinem Drang zum Laufen auch literarische Kraft schöpfen kann. Zugleich listet er hier sowohl seine wichtigsten schriftlichen Arbeiten als auch seine sportlichen Höhepunkte auf. Seine Ehefrau erwähnt er nur knapp als die Person, die ihm das Essen zubereitet und meist im Zieleinlauf auf ihn wartet.

### Erzählungen
Murakami veröffentlichte auch eine Reihe von Bänden mit Erzählungen und Kurzgeschichten (siehe Werkverzeichnis unten).

## Übersetzungen ins Deutsche
Murakami wurde zunächst von Annelie Ortmanns-Suzuki und Jürgen Stalph, Sabine Mangold und Nora Bierich aus dem Japanischen übersetzt. Später wurden seine Werke von Giovanni und Ditte Bandini (mit Zustimmung des Autors) aus dem amerikanischen Englisch übersetzt, ein Vorgehen, das kostengünstiger ist als eine Direktübersetzung aus dem Japanischen ins Deutsche. Nachdem die lockere Sprache der sexuellen Szenen in Gefährliche Geliebte in der ZDF-Sendung Das Literarische Quartett hitzig diskutiert worden war (siehe oben), beschloss der Verlag DuMont, nur noch direkt aus dem Japanischen übersetzen zu lassen. Seitdem werden seine Werke durch Ursula Gräfe übersetzt.

## Verfilmungen
- Naoto Yamakawa, Der Bäckereiüberfall (パン屋襲撃), Kurzfilm, Japan 1982
- Naoto Yamakawa, Wie ich eines schönen Morgens im April das 100%ige Mädchen sah (100%の女の子), Kurzfilm, Japan 1983
- Jun Ichikawa, Tony Takitani (トニー滝谷), Japan 2004
- Trần Anh Hùng, Naokos Lächeln (ノルウェイの森), Japan 2010
- Lee Chang-dong, Burning (버닝), Südkorea 2018, ein Film des südkoreanischen Regisseurs mit Yoo Ah-in, Steven Yeun und Jeon Jong-seo in den Hauptrollen. Der Film basiert auf Haruki Murakamis Kurzgeschichte Scheunenabbrennen (1983) aus der Erzählsammlung Der Elefant verschwindet (1993).
- Ryūsuke Hamaguchi, Drive My Car (ドライブ・マイ・カー), Japan 2021, Verfilmung der gleichnamigen Kurzgeschichte sowie der Kurzgeschichte Scheherazade aus dem Erzählband Von Männern, die keine Frauen haben (2014)[38]

## Werkverzeichnis
- Wenn der Wind singt / Pinball 1973. Zwei Romane. DuMont Buchverlag, Köln 2015, ISBN 978-3-8321-9782-7 (Deutsche Erstveröffentlichungen der Originale von 1979 und 1980).
- Wilde Schafsjagd. Roman. Insel, Frankfurt am Main 1991, ISBN 3-458-16137-6.
- Hard-Boiled Wonderland und das Ende der Welt. Roman. Insel, Frankfurt am Main 1995, ISBN 3-458-16709-9, sowie DuMont Buchverlag, Köln 2006, ISBN 3-8321-7905-4.
- Mister Aufziehvogel. Roman. DuMont Buchverlag, Köln 1998, ISBN 3-8321-4479-X (Zweitübersetzung aus dem Amerikanischen).
  - Neuübersetzung: Die Chroniken des Aufziehvogels. Roman. DuMont Buchverlag, Köln 2020, ISBN 978-3-8321-8142-0.
- Der Elefant verschwindet. Kurzgeschichten. Rowohlt Tb., Reinbek 1998, ISBN 3-499-22249-3.
- Schafmanns Weihnachten. Mori-Ôgai-Gedenkstätte der Humboldt-Universität zu Berlin, Berlin 1998, Kleine Reihe; 8 ISSN 1435-0351
- Gefährliche Geliebte. Roman. DuMont Buchverlag, Köln 2000, ISBN 3-8321-4781-0 (Zweitübersetzung aus dem Amerikanischen).
  - Neuübersetzung: Südlich der Grenze, westlich der Sonne. Roman. DuMont Buchverlag, Köln 2013, ISBN 978-3-8321-9707-0.
- Naokos Lächeln. Roman. DuMont Buchverlag, Köln 2001, ISBN 3-7701-5609-9.
- Wie ich eines schönen Morgens im April das 100%ige Mädchen sah. Kurzgeschichten. Rowohlt Tb., Reinbek 2002, ISBN 3-499-23188-3.
- Tanz mit dem Schafsmann. Roman. DuMont Buchverlag, Köln 2002, ISBN 3-8321-5533-3.
- Untergrundkrieg. DuMont Buchverlag, Köln 2002, ISBN 3-8321-5697-6 (Dokumentation über das Giftgasattentat Ōmu Shinrikyōs in Tokio 1995).
- Nach dem Beben. Kurzgeschichten. Köln 2003, DuMont Buchverlag ISBN 3-8321-7806-6.
- Kafka am Strand. Roman. DuMont Buchverlag, Köln 2004, ISBN 3-8321-7866-X.
- Sputnik Sweetheart. Roman. btb, Köln 2004, ISBN 3-442-73154-2.
- Afterdark. Roman. DuMont Buchverlag, Köln 2005, ISBN 3-8321-7940-2.
- Tony Takitani. Erzählung. Köln 2005, DuMont Buchverlag, ISBN 3-8321-7935-6.
- Blinde Weide, schlafende Frau. Kurzgeschichten. DuMont Buchverlag, Köln 2006, ISBN 3-8321-7952-6.
- Wovon ich rede, wenn ich vom Laufen rede. DuMont Buchverlag, Köln 2008, ISBN 978-3-8321-8064-5.
- Schlaf. Erzählung. DuMont Buchverlag, Köln 2009, ISBN 978-3-8321-9525-0.
- 1Q84. DuMont Buchverlag, Köln 2010, ISBN 978-3-8321-9587-8.
- Schlaf. DuMont Buchverlag, Köln 2010, ISBN 978-3-8321-6136-1 (japanische Originalausgabe unter dem Titel Nemuri).
- 1Q84. Buch 3. DuMont Buchverlag, Köln 2011, ISBN 978-3-8321-9588-5.
- Die Bäckereiüberfälle. DuMont Buchverlag, Köln 2012, ISBN 978-3-8321-9636-3.[39]
- Die unheimliche Bibliothek. DuMont Buchverlag, Köln 2013, ISBN 978-3-8321-9717-9. (japanische Originalausgabe unter dem Titel Fushigi na toshokan. bei Kodansha, Tokio 2005)
- Die Pilgerjahre des farblosen Herrn Tazaki. DuMont Buchverlag, Köln 2014, ISBN 978-3-8321-9748-3. (Platz 1 der Spiegel-Bestsellerliste vom 27. Januar bis zum 2. Februar 2014)
- Von Männern, die keine Frauen haben. Erzählungen. DuMont Buchverlag, Köln 2014, ISBN 978-3-8321-9781-0.
- Von Beruf Schriftsteller. DuMont Buchverlag, Köln 2016, ISBN 978-3-8321-9843-5.
- Birthday Girl. Erzählung. Illustrationen von Kat Menschik. DuMont, Köln 2017, ISBN 978-3-8321-9858-9.
- Die Ermordung des Commendatore I. Eine Idee erscheint. DuMont Buchverlag, Köln 2018, ISBN 978-3-8321-9891-6. (japanische Originalausgabe unter dem Titel Kishidanchō goroshi (騎士団長殺し) bei Shinchōsha, 2017)
- Die Ermordung des Commendatore II. Eine Metapher wandelt sich. DuMont Buchverlag, Köln 2018, ISBN 978-3-8321-9892-3 (Platz 1 der Spiegel-Bestsellerliste vom 28. April bis zum 4. Mai 2018)
- Erste Person Singular. DuMont, Köln 2021, ISBN 978-3-8321-8157-4.
- Gesammelte T-Shirts. DuMont, Köln 2021, ISBN 978-3-8321-8180-2.[40]
- Honigkuchen. Erzählung. Illustrationen von Kat Menschik. DuMont, Köln 2023, ISBN 978-3-8321-6823-0.
- Die Stadt und ihre ungewisse Mauer. DuMont Buchverlag, Köln 2024, ISBN 978-3-8321-6839-1.[41]

### Anthologien
- Birthday Stories – Ausgewählt und mit Einleitungen versehen von Haruki Murakami. Einschließlich der vom Autor für diese Anthologie verfassten Erzählung Birthday Girl. DuMont Literatur und Kunst, Köln 2004, ISBN 3-8321-7897-X.